# Americano generale

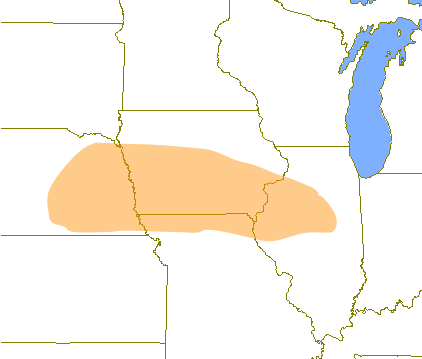
L'area degli Stati Uniti dove l'accento è maggiormente simile all'americano generale.

L'inglese americano generale o semplicemente americano generale (in inglese General American English o General American, abbreviato GA o GenAm) è l'accento ombrello dell'inglese americano parlato dalla maggioranza degli statunitensi e percepita, tra i parlanti, come mancante di qualsiasi caratteristica regionale, etnica o socioeconomica distintiva. In realtà, l'americano generale è un continuum di accenti e non un singolo accento unificato. Gli americani con un alto livello di istruzione o nati in Midland del Nord, Nuova Inghilterra occidentale o regioni occidentali degli Stati Uniti hanno un accento percepito tipicamente come americano generale. La definizione precisa e l'utilità del termine americano generale vengono ancora oggi discusse e gli studenti che lo usano dichiarano di farlo per comodità anziché che per esattezza. Altri preferiscono definirlo inglese americano standard.
Gli accenti dell'inglese canadese standard vengono a volte considerati parte dell'americano generale, particolarmente in opposizione alla pronuncia ricevuta del Regno Unito. Di fatto, gli accenti tipici dell'inglese canadese standard presentano quasi le stesse differenze dell'inglese americano generale se paragonati agli accenti britannici.
L'americano generale è diventato l'accento di riferimento per la maggior parte dei presentatori televisivi e radiofonici, nei film e nella pubblicità. Walter Cronkite è un buon esempio di giornalista televisivo con un tipico accento dell'americano generale. È anche l'accento inglese tipicamente insegnato a chi studia l'inglese come seconda lingua negli Stati Uniti, e anche a studenti di altri paesi che desiderano imparare l'inglese americano. Nella maggior parte dei paesi asiatici, in particolare, gli insegnanti sono fortemente incoraggiati a usare questa varietà di inglese, quale che sia la loro origine o accento.